# Klaviaturglockenspiel
Das Klaviaturglockenspiel, Glockenklavier, in der weiteren Entwicklung Tastenglockenspiel genannt, ist ein Glockenspiel, das im Gegensatz zu anderen Metallophonen nicht direkt mit Schlägeln, sondern mit Tasten gespielt wird. Das zu Beginn des 17. Jahrhunderts als Nebenform des Carillons entstandene Instrument verfügt über eine klavierähnliche Mechanik, sowie über ein bis zwei Reihen freiliegende, chromatisch gestimmte Metallstäbe oder Metallplatten, die durch hammer- oder kugelförmige Klöppel mit Köpfen aus Metall oder Kunststoff angeschlagen werden. In der Variante mit Metallplatten wird es auch als Schlagplattenspiel oder Stahlplattenklavier kategorisiert. Das Klaviaturglockenspiel / Tastenglockenspiel ist ein Idiophon und gehört, da es vom Spieler über Tasten bedient wird, zu den Tasteninstrumenten. Im Gegensatz dazu gehört das mit Schlägeln handgeschlagene Glockenspiel zu den Stabspielen.

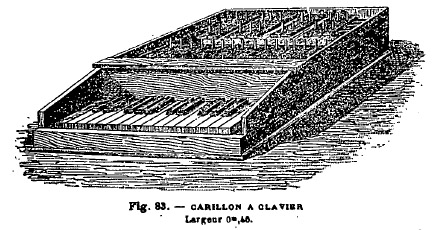
Carillion a Clavier oder Jeu de Timbres

## Herkunft
Seine erste Verwendung fand das Klaviaturglockenspiel 1738 in Händels Oratorium Saul (HWV 53), sowie in seinen Werken Il trionfo del Tempo e del Disinganno, HWV 46 und Acis und Galatea, HWV 49. Im Jahr 1740 setzte er das Instrument in L'Allegro, il Penseroso ed il Moderato, HWV 55 ein. Die Glockenspielmelodie des Papageno in Mozarts Zauberflöte (1791) wurde ebenfalls auf einem Klaviaturglockenspiel gespielt. Mozart hat hier im Autograph der Partitur ein strumento d’acciaio („Instrument aus Stahl“) gefordert. Die ersten Instrumente hatten einen Tonumfang von 2 bis 2,5 Oktaven
Im 18. Jahrhundert fertigte insbesondere Eduard Sell in seiner Claviaturglockenspielbau-Anstalt in Langensalza / Thüringen kastenförmige Klaviaturglockenspiele in Handarbeit an. Der Tonumfang dieser Instrumente betrug zwischen 2 Oktaven c2 - c4 und 2,5 Oktaven c2 - f4. Es wurden von ihm auch wenige Instrumente mit einem Tonumfang von 3 1/3 Oktaven c2 - e5  speziell für große Opernhäuser angefertigt, die bedingt durch das größere Volumen ihres Kastens deutlich lauter und damit für Aufführungen in großen Räumen und in  Orchestergräben besser geeignet waren.
Ab dem 20. Jahrhundert geriet das Klaviaturglockenspiel wegen der 1886 eingeführten Celesta, auf der wegen ihres größeren Tonumfangs und modernerer Bauweise auch schwierigere Glockenspielparts gespielt werden können, in den Hintergrund. Im Gegensatz zum sehr weichen Klang der Celesta (erzeugt durch die Filzhämmer der Spielmechanik) hatte das historische Klaviaturglockenspiel einen sehr klaren, harten und metallischen Klang. Seine Klangplatten bestanden aus Stahl und wurden mit Stahlklöppeln angeschlagen. Es hatte keinen klangverstärkenden Resonanzboden. 
 Tastenglockenspiel Clavitimbre:

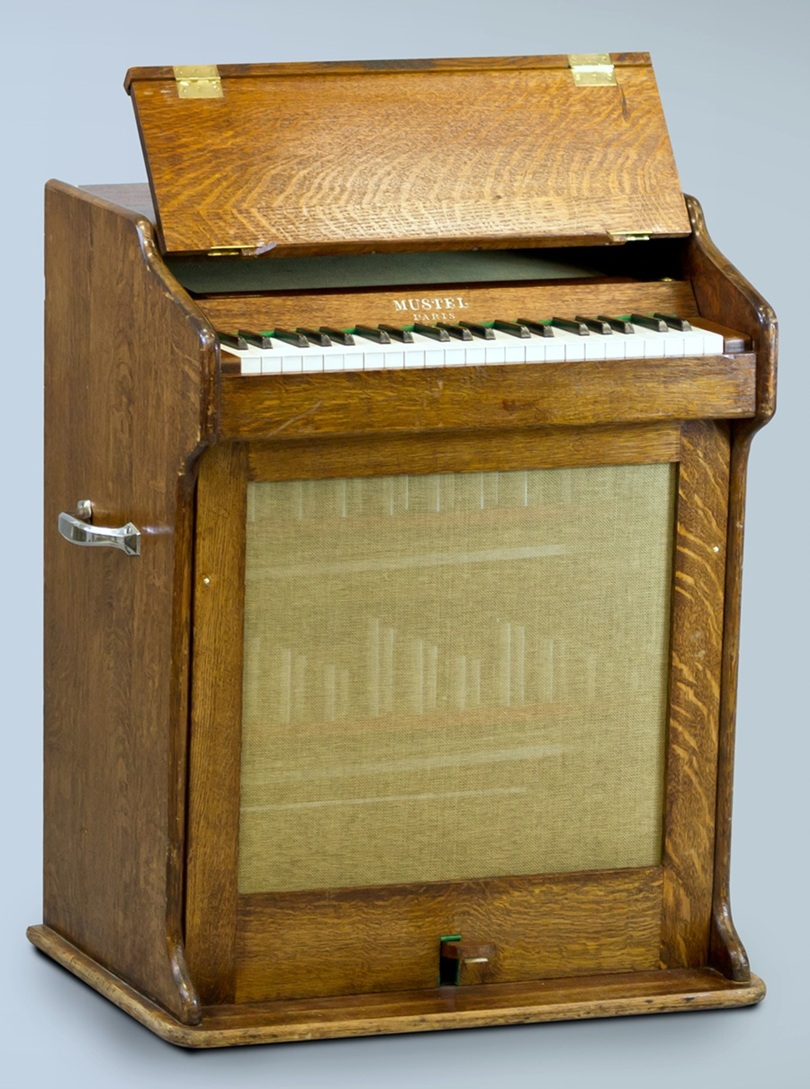
Tastenglockenspiel MUSTEL Clavitimbre

Als Nachfahre des berühmten Erfinders der Celesta August Victor Mustel, gründete dessen Enkelsohn Adolphe Mustel im Jahr 1922 die Firma Société Mustel S. A. in Paris. Bis zu seinem Tod im Jahr 1936 arbeitete er unter anderem an der Entwicklung eines Klaviaturglockenspiels in Form eines Klaviers, welches er als Clavitimbre bezeichnete. Bedingt durch den Zweiten Weltkrieg und den Mangel an Material, insbesondere des Stahls,  konnte er seine Ideen nicht realisieren und es bleib bei einem einzelnen Prototypen, an dem er forschte. 
Erst im Jahr 1947 wurden die alten Pläne von seinen Nachfolgern wieder aufgenommen und ohne Änderungen umgesetzt. Adolphe Mustel's Tastenglockenspiel Clavitimbre erschien erstmals im Jahr 1949 und hatte Klangplatten aus Silberstahl, die von kleinen Hämmern mit Köpfen aus Bronze angeschlagen wurden. Um den Klang zu verbessern, wurden als völlige Neuheit senkrecht über den Klangplatten zylindrische, einseitig geschlossene Aluminiumresonatoren montiert, deren Maße in Bezug auf die exakte Stimmung eines jeden einzelnen Tons von Mustel sorgfältig berechnet waren. Sie dienten dazu, den Klang und die Lautstärke des jeweiligen Tons zu optimieren. Zusätzlich wurde, ähnlich wie bei einem Klavier, ein Mechanismus mit einem Holzpedal eingebaut. Die Verwendung dieses Pedals verlängert das Ausklingen der Töne (Sustain) und ermöglichte erstmals bei einem Klaviaturglockenspiel die Erzeugung sanfter Nuancen. Das Instrument besitzt einen klavierähnlichen Korpus und hat einen Tonumfang von c2 – e5. 
Die Firma Mustel änderte die Bezeichnung des neu entwickelten Instruments von Klaviaturglockenspiel in Tastenglockenspiel (Original: jeu de timbre á clavier) und gab ihm den von Adolphe Mustel gewünschten Namen, die Clavitimbre. Der Klang des Clavitimbre-Tastenglockenspiels ist deutlich ausgewogener, als der recht harte und kurze Klang der ersten kastenförmigen Klaviaturglockenspiele als Vorläufer. Dennoch klingt ein Tastenglockenspiel gänzlich anders als eine Celesta.
Es wurden von der Firma Mustel in der Zeit von 1950 bis 1956 insgesamt knapp 150 Clavitimbre angefertigt und weltweit nahezu ausnahmslos an große Orchester und berühmte Opernhäuser verkauft. Von diesen Instrumenten sind nur noch eine sehr kleine Anzahl vornehmlich in privaten Sammlungen und Museen existent. Wenige davon sind spielbar.
Basierend auf der Mechanik und dem Aufbau der Clavitimbre von Mustel, werden heutzutage die modernen Tastenglockenspiele gebaut. Begonnen hatte damit im Jahr 1970 die Firma Schiedmayer. Die Hersteller Kolberg Percussion, Yamaha und andere folgten.

## Verwendung
Die Klaviatur des Tastenglockenspiels ermöglicht das Spielen auch akkordischer Sätze, weswegen viele bekannte Komponisten dieses Instrument in ihren Werken einsetzten. Folgende Werke aus dem Barock, der Klassik, Spätromantik und Moderne schreiben zwingend die Verwendung eines Klaviaturglockenspiels, einer Clavitimbre, oder eines Tastenglockenspiels vor (Auswahl):
- Georg Friedrich Händel: Saul, Oratorium, HWV 53, Il Trionfo del Tempo, HWV 46 und Acis und Galatea, HWV 49
- Wolfgang Amadeus Mozart: Die Zauberflöte, Oper, KV620
- Camille Saint-Saëns: Ascanio, Ballet
- Claude Debussy: La Mer
- Richard Wagner: Die Walküre, Oper
- Richard Strauss: Don Juan
- Paul Dukas: Der Zauberlehrling
- Ottorino Respighi: Pini di Roma
- Giacomo Puccini: Turandot und Madame Butterfly, Opern
- Giacomo Meyerbeer: Die Afrikanerin, Oper
- Léo Delibes: Lakmé, Oper
- Maurice Duruflé: Trois Danses, op. 6; Scherzo, op. 8
- Edward Elgar: Apostels, op. 49
- Manuel de Falla: Sombrero de tres picos (Der Dreispitz), Ballett
- Paul Hindemith: Symphonische Tänze, Nusch-Nuschi, op. 20
- Olivier Messiaen: Turangalila-Sinfonie (Fassung von 1946–1949), Oiseaux exotiques
- Modest Mussorgski: Bilder einer Ausstellung (Arrangement von Leonard Slatkin)
- Francis Poulenc: Les Animaux modèles, Ballett
- Jules Massenet: Die Jungfrau, Oratorium
- Maurice Ravel: Ma Mère l’Oye und Daphnes et Chloé, Ballett
- Nikolai Rimski-Korsakow: Legend of the Invisible City of Kitezh and the Maiden Fevronia
- Arthur Honegger: 4. Sinfonie
- Dmitri Schostakovitsch: Die Nase, Suite op. 15
- Alexander Skrjabin: Le Poème de l’Extase, op. 54
- Riccardo Zandonai: Francesca da Rimini, Oper
- Kurt Atterberg: 6. Sinfonie
- Kurt Weill: Der Protagonist, op. 15
- Karlheinz Stockhausen: Gruppen, Punkte und Refrain
- Henri Dutilleux: L'Arbre des songes, Violinkonzert
- Edgard Varèse: Ionisation

## Hersteller
- August Victor Mustel, Frankreich, 19. Jahrhundert
- Victor-Charles Mahillon, Belgien, 19. Jahrhundert
- Eduard Sell, Claviaturglockenspielbau-Anstalt, Langensalza, Thüringen, 19. Jahrhundert
- JenCo, USA, 20. Jahrhundert
- Kolberg Percussion
- Schiedmayer
- Yamaha Corporation